# Рорі Галлагер
Вільям Рорі Галлагер (ірл. William Rory Gallagher; 2 березня 1948, Баллішаннон, Донегол, Ірландія — 14 червня 1995, Лондон, Англія) — ірландський блюз-рок-гітарист, співак, автор пісень і продюсер. Галлагер сформував групу «Taste» в кінці 1960-х і записував сольні альбоми протягом 1970-х і 1980-х років. Його альбоми були продані тиражем більше 30 мільйонів копій в усьому світі.
Галлагер отримав пересадку печінки в 1995 році, але помер від ускладнень того ж року в Лондоні у віці 47 років.
Британським журналом «Classic Rock» Галлагер включений в список найбільших гітаристів усіх часів.

## Біографія

### Ранні роки
Галлагер народився 2 березня 1948 року в Баллішанноні, Донегол, Ірландія. Його батько Даніель працював в — Electricity Supply Board, який будував гідроелектростанцію на річці Ерн над містом. Сім'я переїхала в Деррі, де в 1949 році народився його молодший брат Донал. 
Його мати, Моніка, і двоє хлопчиків пізніше переїхали в Корк, де були виховані брати. Рорі відвідував Північну монастирську школу. Даніель Галлагер грав на акордеоні і співав з групою «Tír Chonaill Céilí Band», в той час як в «Donegal»; їх мати Моніка була співачкою і виступала з гравцями абатства в Баллішанноні. 
Театр у Баллішаноні, де колись грала Моніка, тепер називається — Rory Gallagher Theatre.
Обидва сини були схильні до музики і заохочувалися батьками, щоб вони займалися музикою. У віці 9 років Галлагер отримав від них свою першу гітару. Він розвивав свої здібності на укулеле, навчаючи себе грати на гітарі і виконувати другорядні функції. Вигравши грошовий приз у конкурсі талантів у 12 років, він купив свою першу гітару. 
Галлагер почав виступати в підлітковому віці з акустичною гітарою і електрогітарою. Однак, це був Fender Stratocaster 1961 року, який він купив три роки по тому за 100 фунтів стерлінгів, який став його основним інструментом і був найбільш тісно пов'язаний з ним протягом його кар'єри.
Галлагер спочатку захоплювався скіффлом після того, як почув Лонні Донеган по радіо. Донеган часто співав блюз і фолк-виконавцями з США. Він повністю покладався на радіо і телебачення. Іноді BBC грала блюзові номери, і він повільно знаходив збірники пісень для гітари, де знаходив імена справжніх композиторів блюзових творів. 
Ще в школі, граючи пісні Бадді Голлі і Едді Кокрана, він виявив свій найбільший вплив в Мадді Вотерса. Він почав експериментувати з фолком, блюзом і рок-музикою. Не маючи можливості знайти або дозволити собі записні альбоми, Галлагер допізна не спав, щоб послухати Радіо Люксембург і AFN, де радіо принесло йому єдиний контакт зі справжніми авторами пісень і музикантами, чия музика його найбільше зворушила.

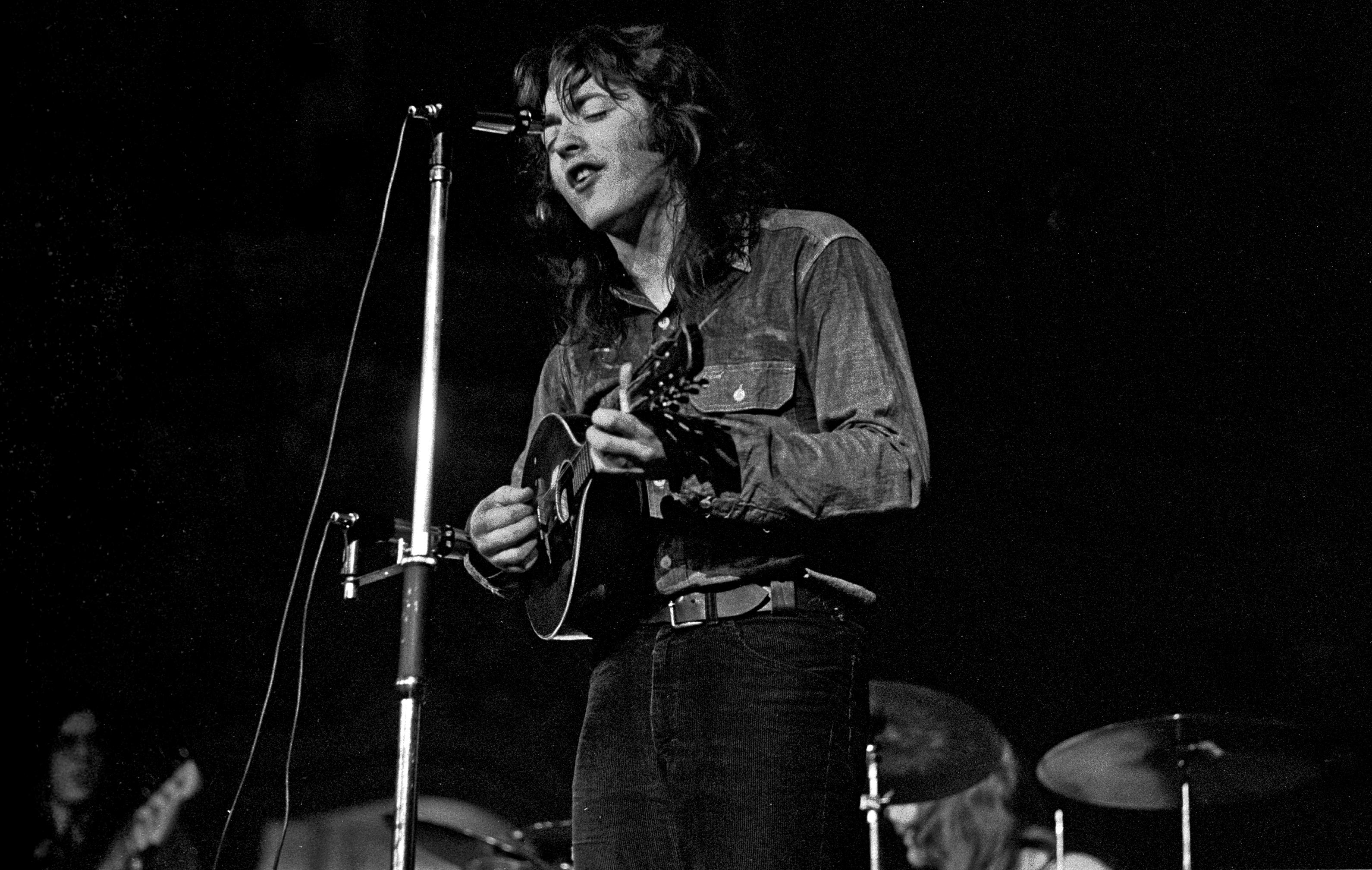
Галлагер грає на мандоліні. Як повідомляється, він зіграв її на чотирьох піснях: «Go to My Hometown», «Brute Force and Ignorance», «I'm Not Surprised» і «Leaving Town Blues».

Вплив, який він виявив і цитував у міру свого просування, включав Вуді Гатрі, Біг Білла Брунзі і Ледбеллі. Співаючи, а потім використовуючи брекети для своєї губної гармошки, Галлагер навчився грати на слайд-гітарі. Крім того, протягом наступних кількох років свого музичного розвитку Галлагер почав вчитися грати на альт-саксофоні, басі, мандоліні, банджо і кораловому сітарі з різним ступенем майстерності. До підліткового віку він почав експериментувати з різними блюзовими стилями.
Галлагер почав грати після школи з ірландськими шоу-групами, будучи ще молодим підлітком. У 1963 році він приєднався до секстету «Fontana», що грав популярні хіти того часу. Група гастролювала по Ірландії і Великої Британії, заробивши гроші на оплату його гітари Stratocaster. Галлагер почав впливати на репертуар групи, почавши перехід від мейнстрімової поп-музики, уникаючи деяких пісень Чака Беррі, і до 1965 року він успішно сформував Fontana в «The Impact», зі змінами в їх лінії — в групу R&B, яка виступала в Ірландії та Іспанії до свого розформування в Лондоні.
Галлагер поїхав з басистом Олівером Тобіном і барабанщиком Джонні Кемпбеллом як тріо в Гамбурзі, Німеччина. У 1966 році Галлагер повернувся до Ірландії і, експериментуючи з іншими музикантами в Корку, вирішив створити свою власну групу.

## Taste
Завершивши музичне навчання в шоу-групах і під впливом зростаючої популярності біт-груп на початку 1960-х років, Галлагер сформував «The Taste», який пізніше перейменували на «Taste», блюз-рок і ритм-енд-блюз силове тріо, в 1966 році. 
Спочатку група складалася з Галлагера і двох коркових музикантів, Еріка Кіттерінгема (помер в 2013 році) і Нормана Демері. Однак до 1968 року вони були замінені двома музикантами з Белфаста, з Галлагером на гітарі і вокалі, барабанщиком Джоном Вілсоном і басистом Річардом Маккрекеном.
Виступаючи у Великій Британії, гурт регулярно виступав в Marquee Club, підтримуючи Cream на прощальному концерті Альберт-гол і блюзову супергрупу Blind Faith в турне по Північній Америці. Під керівництвом Едді Кеннеді тріо випустило альбоми Taste і On The Boards і два концертні записи Live Taste і Live at the Isle of Wight. 
Останній з'явився незабаром після розпаду групи на — Isle of Wight Festival 1970 року.

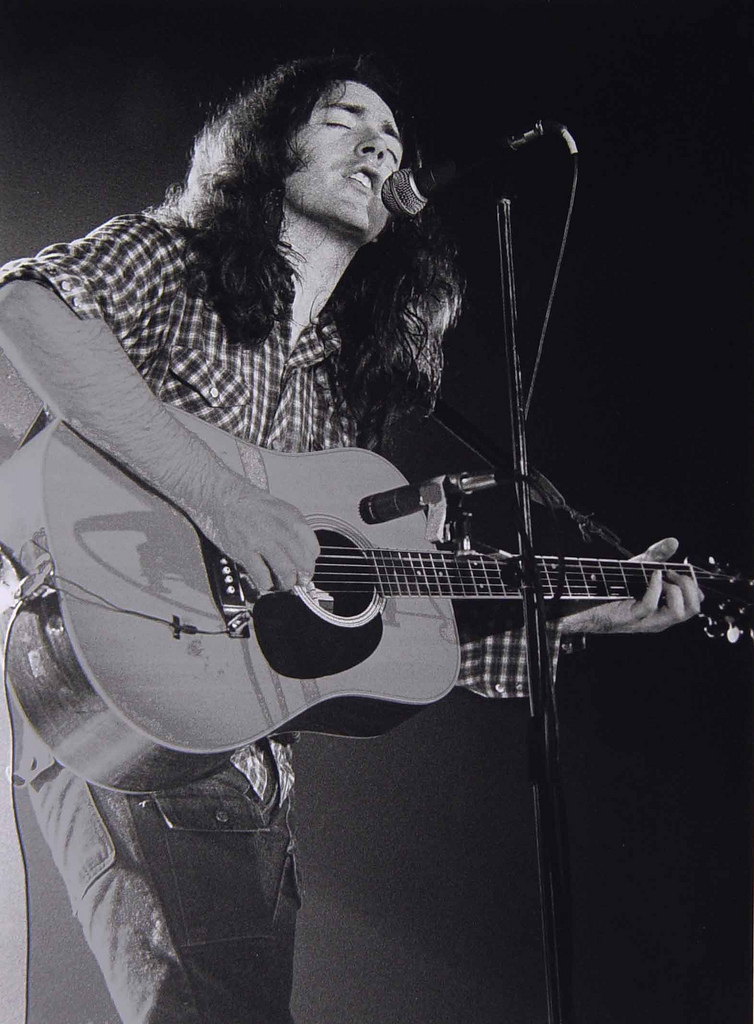
Рорі Галлагер у Нідерландах, 26 березня 1976 року.

## Сольна кар'єра
Після розпаду Taste, Галлагер гастролював під своїм ім'ям, наймаючи колишнього басиста Джеррі Макевоя для участі в дебютному альбомі Галлагера — «Rory Gallagher». 
Це було початком двадцятирічних музичних відносин між Галлагером і Макевоем; іншим учасником групи був барабанщик Вілгар Кемпбелл. 1970-ті роки були найпліднішим періодом для Галлагера. За це десятиліття він спродюсував десять альбомів, у тому числі два концертних альбоми, — Live in Europe і Irish Tour '74. 
У листопаді 1971 року вийшов альбом — Deuce.
У тому ж році його визнано кращим гітаристом року Melody Maker, він випередив Еріка Клептона. Проте, попри те, що низка його альбомів цього періоду досягла UK Albums Chart, Галлагер не досяг статусу головної зірки.
Галлагер грав і записував те, що він говорив «у мене весь час, а не просто щось, що я включаю...». Попри те, що він продав понад 30 мільйонів альбомів в усьому світі, саме його живі виступи завоювали найбільше визнання. Його задокументовано в Irish Tour '74, фільмі режисера Тоні Палмера.
У періоди політичних хвилювань в Північній Ірландії, коли інші артисти були попереджені не гастролювати, Галлагер був сповнений рішучості гастролювати по Ірландії принаймні раз на рік протягом своєї кар'єри, завоювавши йому відданість тисяч фанатів, і в процесі, стати зразком для наслідування для інших молодих ірландських музикантів.

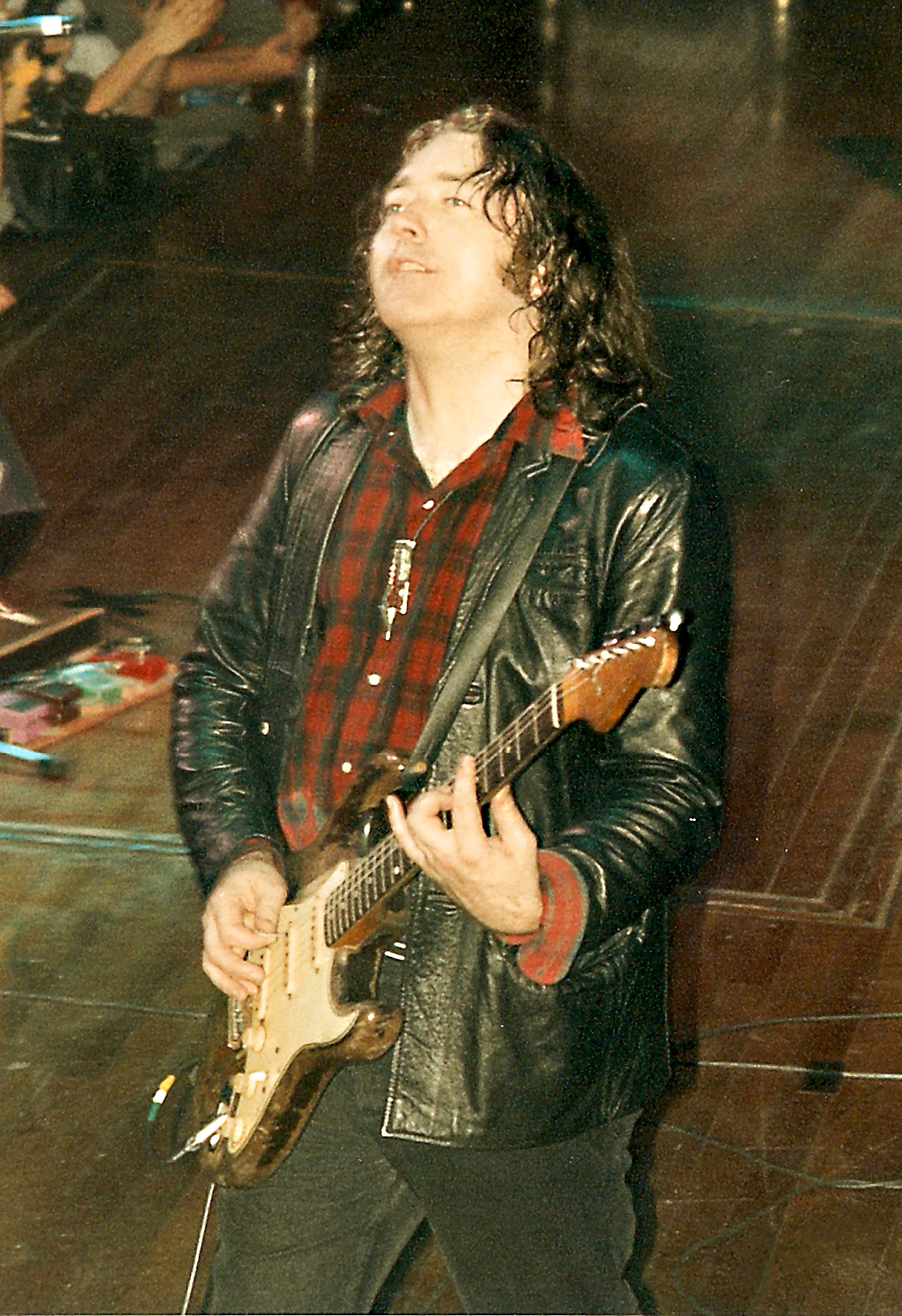
Галлагер в 1987 році

Галлагер зізнався в декількох інтерв'ю, що не було ніяких міжнародних ірландських актів, поки Ван Моррісон і він, а потім Філ Лайнотт і Thin Lizzy. Склад, до якого входили Род Де'ат на ударних і Лу Мартін на клавішних, виступав разом з 1973 по 1976 рік. Однак врешті-решт він опустився до баса, гітари і барабанів, і його виступ став потужним тріо. До числа інших випусків цього періоду відносяться — Against the Grain, Calling Card, Photo-Finish і Top Priority. 
У січні 1975 року, коли The Rolling Stones зібралися в Роттердамі, Нідерланди, щоб продовжити роботу над своїм альбомом Black and Blue, вони прослуховували нових гітаристів, щоб замінити Міка Тейлора в їх запису.
Галлагер вирушив на гастролі з групою «просто подивитися, що відбувається», але не приєднався до групи, задоволений своєю сольною кар'єрою.
Джеррі Макевой заявив, що група Галлагер провела кілька телевізійних і радіопередач по всій Європі, включаючи Beat-Club в Бремені, Німеччина, і Old Grey Whistle Test. Він записав два «Peel Sessions» (обидва в лютому 1973 року і містять одні й ті ж треки), але показали тільки перший. Разом з Little Feat і Роджером Макгінном, Галлагер виконав перший концерт Rockpalast в Гругагалле, Ессен, Німеччина, в 1977 році. 
Галлагер співпрацював з Джеррі Лі Льюїсом і Мадді Вотерсом в їх відповідних Лондонських Сесіях в середині 1970-х років. Він грав на останньому альбомі Лонні Донегана.
У 1980-х він продовжував записуватися, продюсуючи — Jinx, Defender і Fresh Evidence. Після Fresh Evidence він вирушив у тур по США. Крім того, він грав з Box of Frogs, групою, утвореною в 1983 році колишніми учасниками The Yardbirds. Стаючи одержимим деталями і страждаючим від невпевненості в собі, Галлагер, тим не менш, зберіг лояльну підтримку. У цей період він заявив: «Я занадто мучуся». 
Notes From San Francisco, альбом невиданих студійних треків і концерт в Сан-Франциско в 1979 році, вийшов в травні 2011 року.

## Склад групи
На додаток до самого Галлагера (на гітарі та вокалі), протягом багатьох років група Галлагера включала:
- 1971—1972: Джеррі Макевой, бас-гітарист і барабанщик Вілгар Кемпбелл[35].
- 1972—1978: Джеррі Макевой (бас-гітара), клавішник Лу Мартін і барабанщик Род Де'ат[35][36][37].
- 1978—1981: Джеррі Макевой (бас-гітара), Тед Маккенна (ударні).
- 1981—1991: Джеррі Макевой (бас-гітара), Брендан О'Ніл (ударні) + частковий гість: Марк Фелтем (губна гармошка)[38].
- 1992—1994: Девід Леві (бас-гітара), Джим Левертон (клавішні), Джон Кук (клавішні), Річард Ньюман (ударні) і частковий гість Марк Фелтем на гармошкі.

## Дискографія

### Альбоми
- Rory Gallagher — 1971
- Deuce — 1971
- Live In Europe — 1972
- Blueprint — 1973
- Tattoo — 1973
- Irish Tour — 1974
- Against the Grain — 1975
- Calling Card — 1976
- Photo-Finish — 1978
- Top Priority — 1979
- Stage Struck — 1980
- Jinx — 1982
- Defender — 1987
- Fresh Evidence — 1990
- The G-Man Bootleg Series Vol.1 — 1992
- BBC Sessions — 1999
- Let's Go to Work — 2001
- Meeting with the G-Man — 2003 (Бутлег)

### Збірник
- The Story So Far — 1974
- In The Beginning — 1975
- Sinner… and Saint — 1975 (композиції з Rory Gallagher і Deuce)
- Take It Easy Baby — 1976
- The First And The Best — 1978
- A Blue Day For The Blues — 1995
- Last of the Independents — 1995
- Etched In Blue — 1998 (BPI: 60,000)
- Wheels Within Wheels — 2003
- Big Guns: The Very Best Of Rory Gallagher — 2005
- Live At Montreux — 2006
- The Essential — 2008

### DVD
- Irish Tour 1974—2000
- At Rockpalast — 2004
- The Complete Rockpalast Collection — 2005
- Live at Cork Opera House — 2006
- Live In Montreux — 2006
- Featured on «Old Grey Whistle Test — The Best Of…» with the track «Hands off» — 1973

### Спільні з іншими музикантами
- Cream Farewell Concert — Cream — 1968 — Opening Act
- The London Muddy Waters Sessions — Мадді Вотерс — 1972
- The Session — Джеррі Лі Льюїс — 1973
- Drat That Fratle Rat — Кріс Барбер — 1974
- London Revisited — Мадді Вотерс — 1974
- Gaodhal’s Vision — Джо О'Доннелл — 1977
- Live — Альберт Кінг — 1977
- Tarot Suite — Майк Бетт — 1978
- Puttin' On The Style — Лонні Донеган — 1978
- Jammin` With Albert — Альберт Коллінз & The Icebreakers — 1983
- Box of Frogs — Box of Frogs — 1984
- Strangeland — Box of Frogs — 1986
- The Scattering — The Fureys and Davey Arthur — 1989
- Out of the Air — Davy Spillane Band — 1989
- Shadow Hunter — Davy Spillane — 1990
- Words and Music — Філ Коултер — 1989
- 30 Years A-Greying — The Dubliners — 1992
- The Outstanding — Chris Barber and Band — 1993
- Kindred Spirits — Імонн Маккормек — 2007

## Дв.також
- Список блюзових музикантів